# Кантаура
Кантаура (исп. Cantaura) — город на северо-востоке Венесуэлы, на территории штата Ансоатеги. Является административным центром муниципалитета Педро-Мария-Фрейтес.

## Географическое положение
Кантаура расположен в центральной части штата, в верховьях реки Арагуа, на расстоянии приблизительно 90 километров к юго-юго-востоку (SSE) от Барселоны, административного центра штата. Абсолютная высота — 252 метра над уровнем моря.

## Климат
Климат города характеризуется как тропический, с сухой зимой и дождливым летом (Aw в классификации климатов Кёппена). Среднегодовое количество атмосферных осадков — 899 мм. Наименьшее количество осадков выпадает в марте (7 мм), наибольшее количество — в августе (170 мм). Средняя годовая температура составляет 26,2 °C.

## Население
По данным Национального института статистики Венесуэлы, численность населения города в 2013 году составляла 62 299 человек.

## Транспорт
К западу от города проходит национальная автомагистраль . Ближайший аэропорт расположен в городе Анако.